# Stazione di Lison
Stazione di Lison vasútállomás Olaszországban, Veneto régióban, Portogruaro településen.

## Vasútvonalak
Az állomást az alábbi vasútvonalak érintik:
- Velence–Trieszt-vasútvonal

## Kapcsolódó állomások
A vasútállomáshoz az alábbi állomások vannak a legközelebb: 
- Stazione di Portogruaro-Caorle
- Stazione di San Stino di Livenza